# Родольф Крейцер
Родольф Крейцер (Rodolphe Kreutzer, 16 листопада 1766, Версаль — 6 січня 1831, Женева) — французький скрипаль-віртуоз, композитор, диригент і педагог. Людвіг ван Бетховен присвятив йому свою славнозвісну сонату № 9, яку написав у 1803 р., і з того моменту її почали називати «Крейцеровою», хоча сам Крейцер її так жодного разу й не виконав. Крейцер, бувши справжнім віртуозом, написав свої знамениті етюди скрипкової майстерності, які польський скрипаль Генрик Венявський назвав «нашою біблією».